# Most drogowy w Siguldzie
Most drogowy w Siguldzie – most drogowy na drodze regionalnej Incies – Sigulda – Ķegums (P8) nad rzeką Gawią w Siguldzie na Łotwie na terenie parku Narodowego „Gauja”. Jest to jedyny na Łotwie monolityczny most żelbetowy.
Obiekt oddano do użytku 23 lipca 1937 (plany jego budowy istniały już na początku XX wieku, jednak nie doczekały się wcześniejszej realizacji). Postanowiono wznieść przeprawę z trójprzegubowymi monolitycznymi łukami żelbetowymi. Były to łuki zewnętrzne o długości 36 metrów, tylko środkowy miał 37 metrów. Autorem projektu konstrukcji nośnej był prof. Kārlis Gailis. Podpory i fundamenty (wsparte na 463 drewnianych palach) zaprojektował K. Tomels. Długość mostu wynosi 153 metry, a wysokość nad lustrem wody 16,5 metra.
Most został wysadzony w powietrze przez wycofującą się Armię Czerwoną latem 1941. Odbudowali go łotewscy pracownicy w 1950. Dobudowano wówczas chodniki i przejścia dla pieszych. Kolejny remont odbył się w 1998.
Nad mostem przebiega linia kolei linowej Sigulda – Krimulda.

## Galeria

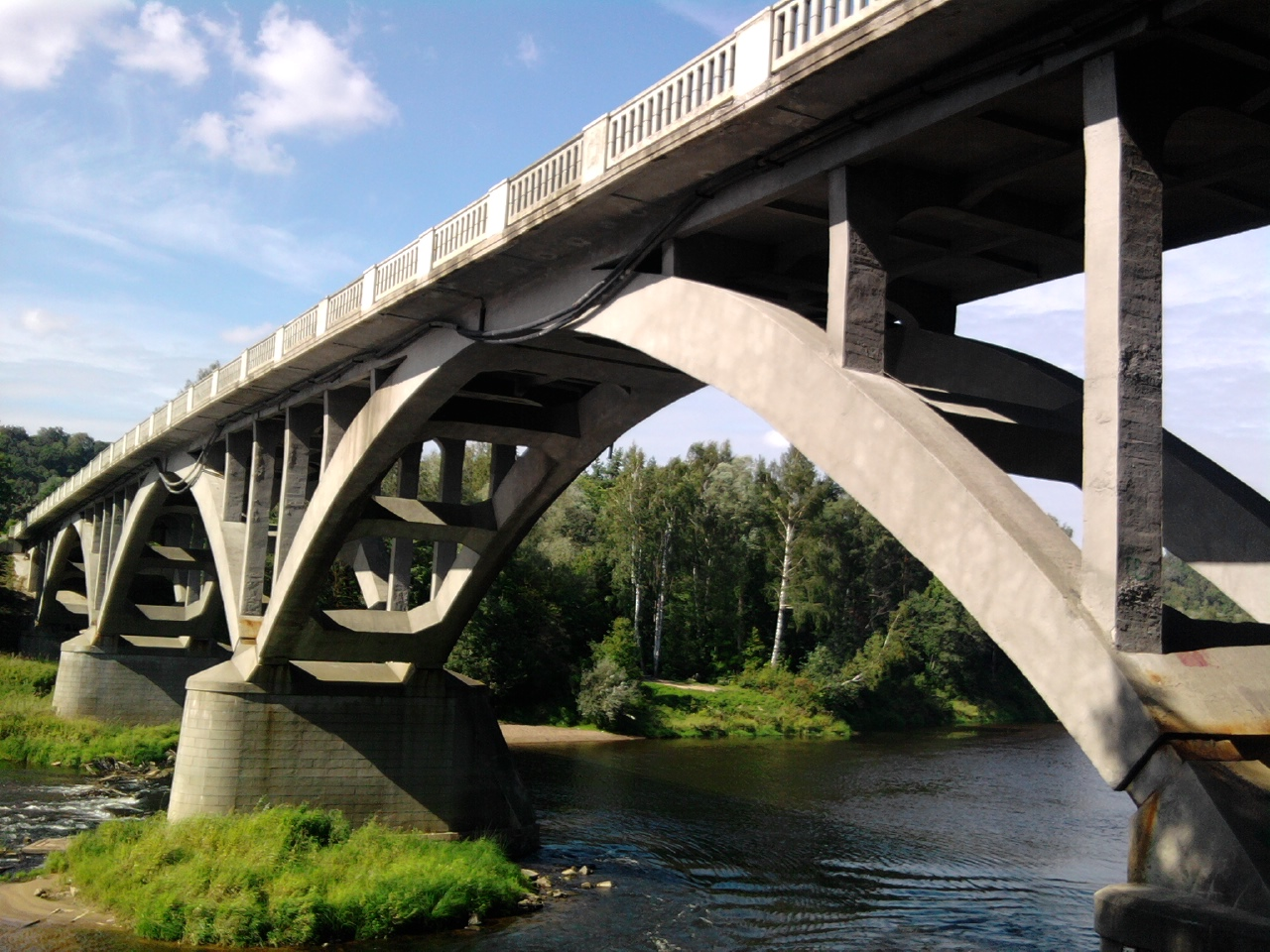
Widok konstrukcji z dołu
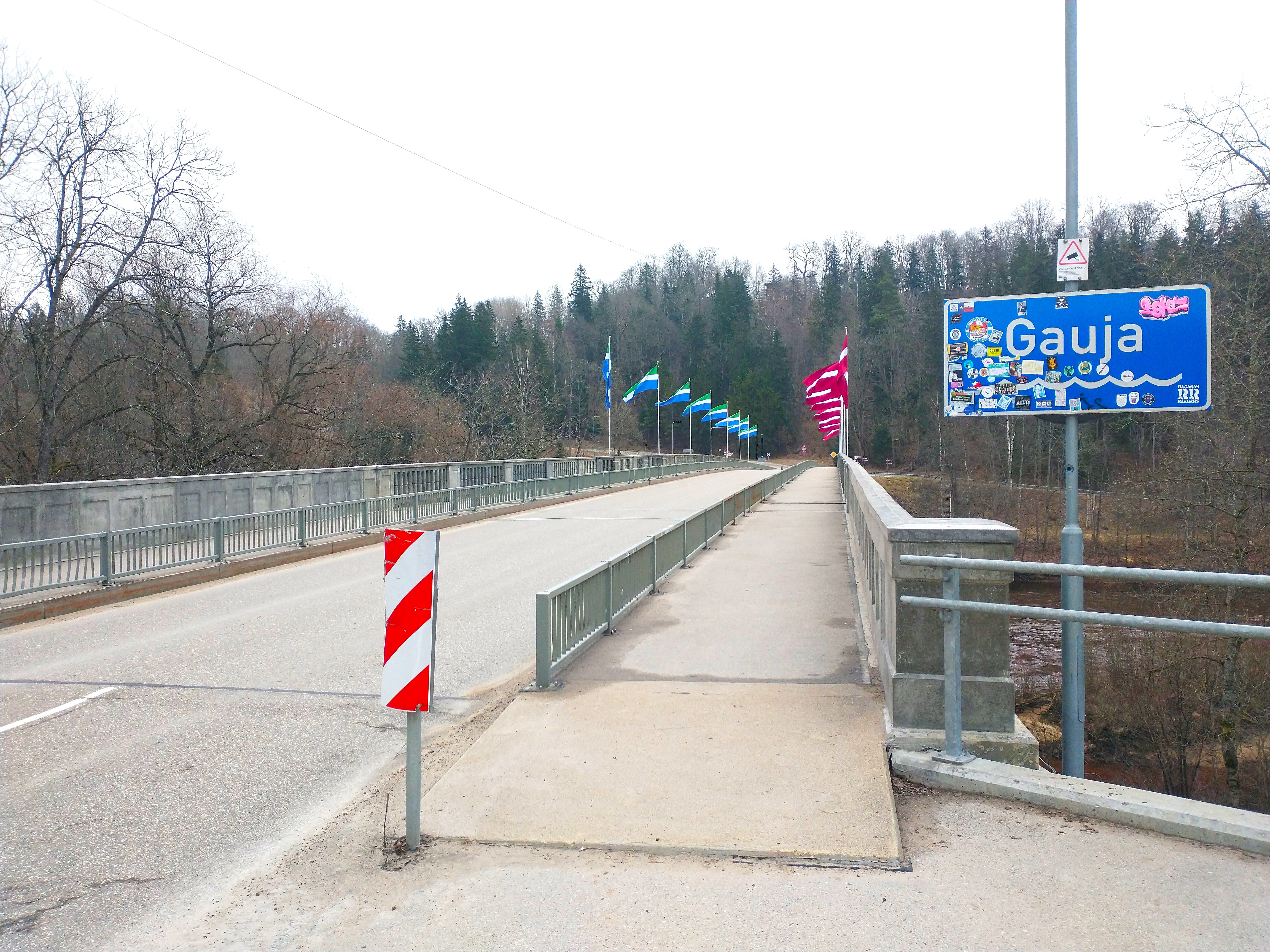
Jezdnia